# Czesław Panczakewicz
Czesław Antoni Panczakiewicz (ur. 27 maja 1901 w Wadowicach, zm. 19 grudnia 1958) – polski działacz turystyczny, animator i pedagog.

## Życiorys
Syn Andrzeja. Ukończył Państwowe Gimnazjum im. M. Wadowity. Podczas wojny polsko-bolszewickiej służył w 12 pułku piechoty. Po zakończeniu służby wojskowej oraz uzyskaniu wykształcenia pedagogicznego został w 1925 roku zatrudniony w wadowickim Państwowym Gimnazjum im. M. Wadowity jako nauczyciel wychowania fizycznego („ćwiczeń cielesnych dla chłopców”). Pracował tam do przejścia na emeryturę w 1953 roku, uprawiając i propagując wśród młodzieży turystykę pieszą i narciarską. Jego uczniem był m.in. Karol Wojtyła. Był komendantem hufca ZHP w Wadowicach oraz członkiem Towarzystwa Gimnastycznego „Sokół”. Podczas II wojny światowej prowadził tajne nauczanie. Po jej zakończeniu, w latach 1949–1951, pełnił funkcję przewodniczącego Miejskiej Rady Narodowej w Wadowicach.
Czesław Panczakiewicz działał w powstałym w 1927 roku wadowickim Kole Polskiego Towarzystwa Tatrzańskiego, pełniąc funkcję sekretarza, potem skarbnika Koła i delegata do prac w górach. Na początku działalności użyczał swojego mieszkania jako miejsca do obrad. W 1929 roku wytyczył pierwszy w okolicy szlak turystyczny z Wadowic na Leskowiec. Wraz z Władysławem Midowiczem należał do inicjatorów budowy schroniska pod Leskowcem, osobiście nadzorując prace. W latach 1930–1939 pełnił funkcję Prezesa Koła, łącząc ją ze członkostwem w Zarządzie Babiogórskiego Oddziału PTT w Żywcu. Już wówczas wnioskował do władz krajowych PTT o zmianę statusu wadowickiego koła na samodzielny oddział; ostatecznie zmiana ta nastąpiła w 1947 roku. Po powstaniu PTTK pozostał aktywny, pomimo pogarszającego się stanu zdrowia.

## Ordery i odznaczenia
- Srebrny Krzyż Zasługi (10 listopada 1933)[1]
- Medal 10-lecia Polski Ludowej (7 stycznia 1955)[2]

## Upamiętnienie
Imieniem Czesława Panczakiewicza nazwano wytyczony przez niego szlak turystyczny (1973 – obecnie  o nieco zmienionym biegu), jedną z przełęczy Beskidu Małego (1982) oraz stadion miejski w Wadowicach (2009). Jego imię od 1 czerwca 2002 roku nosi wspomniane schronisko PTTK Leskowiec.